# Список номинантов на премию «Национальный бестселлер» 2015 года
Список номинантов на премию «Национальный бестселлер», попавших в длинный список, короткий список (финалисты) и ставшего победителем (лауреатом) премии «Национальный бестселлер» в сезоне 2015 года.
Список представлен в следующем виде — победители; короткий список (финалисты), кроме победителей; длинный список — кроме победителей и финалистов.
Для финалистов и победителя в скобках указано сколько баллов набрало данное произведение по итогам голосования членов большого жюри за произведения из длинного списка для их отбора в финал. Произведение, набравшее наибольшее количество баллов по итогам голосования за произведения из длинного списка, чаще всего, но не всегда, становилось победителем.
Произведения в длинном списке упорядочены по фамилиям их авторов, произведения в коротком списке — по количеству набранных ими баллов при голосовании за произведения из длинного списка.

## Победитель
1. Сергей Носов, «Фигурные скобки» (19 баллов)[4].

## Короткий список
1. Олег Кашин, «Горби-дрим» (6 баллов).
2. Анна Матвеева, «Девять девяностых» (6 баллов).
3. Александр Снегирёв, «Вера» (6 баллов).
4. Василий Авченко, «Кристалл в прозрачной оправе» (5 баллов).
5. Татьяна Москвина, «Жизнь советской девушки» (5 баллов).

## Длинный список
1. Аксенов Василий, «Весна в Ялани»
2. Ануфриева Мария, «Карниз»
3. Арабов Юрий, «Столкновение с бабочкой»
4. Барскова Полина, «Живые картины»
5. Беседин Платон, «Учитель»
6. Богословский Роман, «Трубач у врат зари»
7. Бочков Валерий, «Медовый рай»
8. Варламов Алексей, «Мысленный волк»
9. Гамаюн Ульяна, «Осень в Декадансе»
10. Гераскина Анна, «Земля Франца-Иосифа»
11. Готфрик Елизавета, «Красавица»
12. Григоров Амирам, «Дельхор»
13. Дигол Сергей, «Пантелеймонова трилогия»
14. Долинин Дмитрий, «Здесь, под небом чужим»
15. Крыщук Николай, «В Петербурге летом жить можно…»
16. Кузнецова Ольга, «Солнечная белка»
17. Кунгурцева Вероника, «Девушка с веслом»
18. Леутин Илья, «Тишина на полную громкость»
19. Макушинский Алексей, «Пароход в Аргентину»
20. Минаев Борис, «Батист»
21. Минкина-Тайчер Елена, «Эффект Ребиндера»
22. Немцев Леонид, «Фантомная нежность»
23. Непогодин Всеволод, «Девять дней в мае»
24. Павлов Александр, «Постыдное удовольствие»
25. Панкевич Мария, «Гормон радости»
26. Питич Зоран, «Расширенная версия Вселенной»
27. Погодина-Кузмина Ольга, «Ласковая вечность»
28. Рейзис Ара, «Бабушкины сказки для врачей и пациентов»
29. Рубина Дина, «Русская канарейка»
30. Рябов Олег, «Убегая — оглянись, или Возвращение к Ветлуге»
31. Садулаев Герман, «Зеркало атмы»
32. Свинаренко Игорь, «Короче»
33. Секисов Антон, «Кровь и почва»
34. Сенчин Роман, «Зона Затопления»
35. Степнова Марина, «Безбожный переулок»
36. Толстая Татьяна, «Легкие миры»
37. Трофименков Михаил, «Кинотеатр военных действий»
38. Филипенко Александр, «Замыслы»
39. Филиппов Дмитрий, «Я — русский»
40. Хазов-Кассиа Сергей, «Другое детство»
41. Шаманов Кирилл, «Дурные дети Перестройки»
42. Шевченко Ганна, «Шахтерская глубокая»
43. Щепоткин Вячеслав, «Крик совы перед концом сезона»
44. Элтанг Лена, «Картахена»
45. Юрьев Олег, «Неизвестные письма»